# Luci Tarquini Col·latí
Luci Tarquini Col·latí (en llatí: Lucius Tarquinius Collatinus) era el fill d'Egeri, i net d'Arrunt, el germà de Tarquini Prisc. Va viure al segle vi aC i formava part de la família Tarquínia.
Quan Tarquini Prisc va ocupar la ciutat de Col·làtia, en va donar el govern a Egeri, que va rebre el nom de Col·latí, i allí el seu fill va heretar el sobrenom. Luci Tarquini es va casar amb Lucrècia, la violació de la qual pel seu cosí Sext Tarquini, va portar als destronament de Tarquini el Superb i la proclamació de la república l'any 509 aC, i Col·latí i Luci Juni Brutus van ser elegits els primers cònsols. Però per no recordar a la nissaga dels Tarquinis, Col·latí va renunciar al càrrec per consell del seu col·lega i altres nobles, i es va retirar a Lavinium amb tots els seus béns. Publi Valeri Poplícola va ser elegit al seu lloc.